# OVD-Info
OVD-Info (en ruso: ОВД-Инфо) es un proyecto mediático ruso independiente de derechos humanos destinado a combatir la persecución política.

## Historia
OVD-Info fue fundada en diciembre de 2011 por el periodista moscovita Grigory Okhotin y el programador Daniil Beilinson. Fueron testigos de detenciones masivas de participantes en la manifestación del 5 de diciembre de 2011 contra la manipulación de las elecciones parlamentarias. Primero, publicaron en Facebook el número total de detenidos y sus nombres. Al ver la demanda de su trabajo, el 10 de diciembre, en vísperas de la manifestación en la plaza Bolotnaya en Moscú, lanzaron el sitio web OVD-Info. El nombre del proyecto proviene de la abreviatura Departamento de Asuntos Internos (en ruso: Отдел Внутренних Дел).
Desde el 1 de febrero de 2013, el socio principal del proyecto es la asociación rusa de derechos humanos Memorial.
El 29 de septiembre de 2021, el Ministerio de Justicia de la Federación Rusa consideró a la organización OVD-Info como" agente extranjero "una decisión considerada por sectores críticos como mecanismo para sofocar la disidencia.
El 25 de diciembre de 2021, el Servicio Federal de Supervisión de las Comunicaciones, la Tecnología de la Información y los Medios de Comunicación (Roskomnadzor) bloqueó el sitio web de OVD-Info tras una sentencia judicial. Un representante de OVD-Info dijo que no habían recibido ninguna notificación del gobierno y que desconocían el motivo del bloqueo.

## Actividades
OVD-Info monitorea persecuciones por motivos políticos y casos de abuso de autoridad por parte de agentes de policía rusos hacia los detenidos. OVD-Info publica información en forma de noticias exprés e historias contadas por las propias víctimas.

### Asistencia legal
El proyecto proporciona asistencia jurídica en forma de asesoramiento jurídico y una línea telefónica directa las 24 horas (a través de la línea directa el proyecto recibe la mayor parte de la información, que luego publica en sus boletines en el sitio web), visitas de un abogado a la departamento de policía, asistencia jurídica en los tribunales (hasta la presentación de una denuncia ante el Tribunal Europeo de Derechos Humanos).

### Monitorización
El proyecto monitorea casos de violencia contra presos políticos por parte del Servicio Penitenciario Federal el sitio web también mantiene una lista de correo con informes sobre persecución política en Rusia.
OVD-Info publica listas de detenidos por departamentos de policía a los que fueron entregados. En 2018, el proyecto ayudó a 660 personas en departamentos de policía, unas 200 personas en casos administrativos y 32 en casos penales.
El proyecto cubre eventos en muchas protestas en Rusia. En particular, OVD-Info publicó estadísticas detalladas sobre arrestos en protestas anticorrupción en marzo de 2017, en protestas contra el aumento de la edad de jubilación en 2018. En junio de 2019, el proyecto desempeñó un papel importante en llamar la atención pública sobre el caso del periodista Ivan Golunov. Al mismo tiempo, el proyecto en sí logró hacerse más conocido: el 12 de junio de 2019, OVD-Info recibió una cantidad mensual promedio de donaciones en un día.

### Investigación
El proyecto también publica informes que resumen la práctica de violaciones de la ley con respecto a manifestaciones y contra activistas cívicos por parte de las autoridades rusas. En 2018-2019, se publicaron informes sobre el tema de la prohibición de mítines en ciudades rusas.

## Funcionamiento y financiación
A junio de 2019, OVD-Info emplea a 28 personas y otras 300 personas son voluntarias. OVD-Info, debido a los recursos limitados, brinda asistencia solo a aquellos que se encuentran bajo un proceso administrativo o penal como resultado de expresar su posición civil. El proyecto tiene como objetivo el desarrollo de las instituciones de la sociedad civil y los mecanismos de control público de las autoridades y los organismos encargados de hacer cumplir la ley en Rusia.
El proyecto está financiado por donaciones voluntarias de particulares, así como por la asistencia de la organización Memorial, la Comisión Europea y la Asociación Internacional para los Derechos Humanos (los donantes institucionales aportan alrededor del 70 % del presupuesto). En 2018, OVD-Info logró recaudar más de 19,8 millones de rublos, de los cuales unos 5,66 millones fueron financiados mediante micromecenazgo. Bancos rusos: Tinkoff, Alfa-Bank y VTB 24: rechazaron recolectar donaciones para OVD-Info. En 2013, la Fiscalía de la Federación Rusa exigió que Memorial se registre como agente extranjero, ya que recibe fondos del exterior para apoyar el proyecto OVD-Info, que fue considerado por la fiscalía como político. Según la oficina del fiscal, algunos de los datos de OVD-Info sobre persecuciones por motivos políticos no son objetivos. OVD-Info dice que no tiene orientación política.

## Premios
Julio de 2019: Redkollegia.
2020: Lew-Kopelew-Preis.
2021: Defensor de los derechos civiles del año. Leonid Drabkin (en ruso: Леонид Драбкин), Coordinador de Operaciones de OVD-Info, fue incluido en la  lista Forbes 30 Under 30 en la categoría Prácticas sociales.